# Liparis acutissima
Liparis acutissima är en orkidéart som beskrevs av Heinrich Gustav Reichenbach. Liparis acutissima ingår i släktet gulyxnen, och familjen orkidéer. Inga underarter finns listade i Catalogue of Life.